# Guillermo García López
 Guillermo García López  (La Roda, Spanyolország; 1983. június 4. –) spanyol hivatásos teniszező. Pályafutásának eddigi legnagyobb sikere, hogy 2009 májusában megnyerte a salakos ATP-tornát Kitzbühelben, a döntőben Julien Benneteau-t legyőzve három játszmában. Karrierje során további 2 páros ATP-döntőt játszott.

## ATP-döntői

### Egyéni

#### Győzelmei (1)
| Összesítés                                            | Összesítés |
| ----------------------------------------------------- | ---------- |
| Grand Slam-torna                                      | (0)        |
| ATP World Tour Masters 1000 / ATP Masters Series      | (0)        |
| ATP World Tour 500 Series / International Series Gold | (0)        |
| ATP World Tour 250 Series / International Series      | (1)        |
| ATP World Tour Finals / Tennis Masters Cup            | (0)        |

| No. | Dátum           | Helyszín            | Borítás | Ellenfél a döntőben | Eredmény a döntőben |
| 1.  | 2009. május 24. | Kitzbühel, Ausztria | Salak   | Julien Benneteau    | 3–6, 7–6(1), 6–3    |

### Páros

#### Győzelmei (1)
|   | Dátum           | Torna                      | Borítás | Partner         | Ellenfelek a döntőben              | Eredmény a döntőben |
| 1 | 2010. január 8. | Qatar ExxonMobil Open Doha | Kemény  | Albert Montañés | František Čermák / Michal Mertiňák | 6–4, 7–5            |

#### Elvesztett döntői (2)
|   | Dátum            | Torna                   | Borítás | Partner           | Ellenfelek a döntőben           | Eredmény |
| 1 | 2006. július 24. | Croatia Open Umag, Umag | Salak   | Albert Portas     | Jaroslav Levinský / David Škoch | 4-6, 4-6 |
| 2 | 2007. július 16. | Mercedes Cup, Stuttgart | Salak   | Fernando Verdasco | František Čermák / Leoš Friedl  | 4-6, 4-6 |